# Мала Учка (Опатија)
Мала Учка је насељено место у саставу града Опатије у Приморско-горанској жупанији, Република Хрватска.

## Историја
До територијалне реорганизације у Хрватској насеље се налазило у саставу старе општине Опатија.

## Становништво
На попису становништва 2011. године, Мала Учка је имала 1 становника.
| година пописа  | 1857 | 1869 | 1880 | 1890 | 1900 | 1910 | 1921 | 1931 | 1948 | 1953 | 1961 | 1971 | 1981 | 1991 | 2001 | 2011 |
| бр. становника | 0    | 0    | 41   | 50   | 52   | 56   | 0    | 0    | 93   | 94   | 59   | 0    | 0    | 0    | 2    | 1    |

Напомена:1857. подаци су садржани у насељу Мошћеничка Драга, a 1869., 1921. i 1931. у насељу Вела Учка. Од 1971. до 1991. без становника